# Príncipes y duques romanos

Ornamentos exteriores de los príncipes romanos

Bajo el nombre de príncipes y duques romanos (en italiano, principi i duchi romani) se conoce a los jefes de familia y familias del rango más elevado de la nobleza de la ciudad de Roma. 

## Historia
Durante la Edad Media en la ciudad de Roma existían diversas familias de rango baronial que gozaban de feudos en los alrededores de Roma. Hacia el siglo XVI los pontífices otorgaron a los jefes de algunas de las antiguas familias baroniales los títulos de príncipe y duque durante la Edad Moderna y el siglo XIX, hasta la toma de Roma en 1870 que conllevó la pérdida de la mayor parte del poder temporal de los sumos pontífices.
Benedicto XIV mediante la constitución Urbem Romam, definió las 180 familias que formaban la nobleza romana y las 60 familias que componían el patriciado de la ciudad. Esta constitución no individualizaba la clase de príncipes y duques romanos.
El 2 de mayo de 1853 mediante un chirografo Pio IX clarificó los miembros de la nobleza romana. Posteriormente, el 17 de enero de 1854, la Consulta Araldica Capitolina, determinó que los jefes de las familias príncipes y ducales romanas eran 38.

## Descripción
Los 38 jefes de familias comprendidas en la individualización realizada por la Congregazione Araldica Capitolina el 17 de enero de 1854, fueron los siguientes:
| - Príncipe Aldobrandini. - Duca Altemps. - Príncipe Altieri. - Príncipe Barberini. - Duca Barberini di Castelvecchio. - Príncipe Bonaparte. - Príncipe Boncompagni Ludovisi. - Duca Bonelli. - Príncipe Borghese. - Duca Caetani. - Duca Cesarini. - Príncipe Chigi. - Príncipe Colonna di Paliano. - Príncipe Colonna di Sciarra. - Príncipe Corsini. - Príncipe Doria. - Duca Lante. | - Príncipe Ludovisi Boncompagni. - Príncipe di Montholon. - Príncipe Odescalchi. - Príncipe Chigi. - Príncipe Colonna di Paliano. - Príncipe Colonna di Sciarra. - Príncipe Corsini. - Príncipe Doria. - Duca Lante. - Príncipe Ludovisi Boncompagni. - Príncipe di Montholo. - Príncipe Odescalchi. - Príncipe Orsini. - Duca Ottoboni. - Príncipe Pallavicini. - Príncipe Rospigliosi. | - Príncipe Ruspoli. - Duca Salviati. - Príncipe Santacroce. - Príncipe Strozzi. - Duca Caffarelli. - Duca Grazioli. - Príncipe Conti. - Duca Torlonia. - Príncipe Torlonia. - Duca Braschi. - Príncipe Del Drago. - Príncipe Gabrielli. - Príncipe Massimo. - Duca Massimo. - Príncipe Spada. |

A estos 38, la Congregazione Araldica Capitolina añadiría con posterioridad, los siguientes jefes de familia: Sforza-Cesarini (sucesores de los Cesarini), Giustiniani-Bandini (por sentencia judicial) y Lancellotti (antes Massimo).
Los cabezas de las familias usan también el título de príncipe romano o duque romano. Sus familias llevan se conocen como Familia Principesca Romana, en italiano, Famiglia Principesca Romana, y por sus siglas F.P.R.) y Familia Ducal Romana, en italiano Famiglia Ducale Romana (y por sus siglas, F.D.R.).

## Privilegios

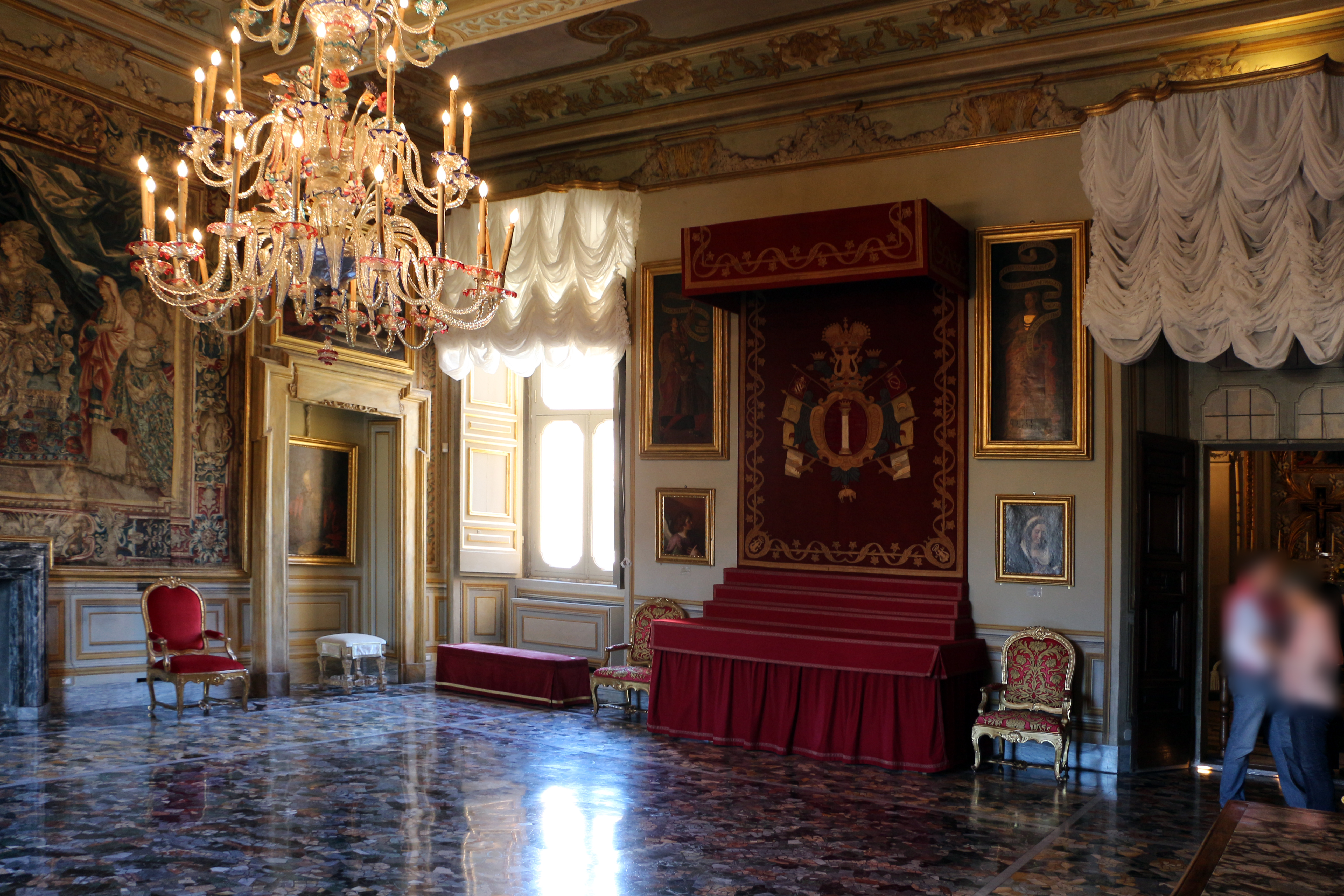
El baldaquino de antecámara, privilegio de los príncipes y duques romanos, en el Palazzo Colonna.

Entre los privilegios citados por diversos autores para este rango, se encuentran los siguientes:
- Se permitía el uso del tratamiento de excelencia[3] y del predicado don al cabeza de familia.
- Uso en sus palacios de Roma del baldaquino, especie de dosel que cobijaba un rico trono destinado al papa bajo un retrato de este en una sala conocida como sala papal. Asimismo, el privilegio de instalar un baldaquino similar en la antecámara que mostrara las armas de la familia que servía para albergar una rica mesa vestida.
- Uso de formas propias en su correspondencia con el Pontífice, emperador, reyes y otros príncipes, cardenales y nobles.[4]

## Individuales
1. ↑  Benedicto XIV (1760). «CXLVI. Civium Romanorum».  En Hieronymus Mainardi, ed. Sanctissimi Domini Nostri Benedicti Papae XIV. Bullarium (en latín) I. Roma. pp. 266-292.
2. ↑  Serlupi Crescenzi Ottoboni, Domenico. «Nota sul ceto dei principi romani». www.serlupi.it (en italiano). Consultado el 8 de junio de 2024.
3. ↑  «Eccelenza». Dizionario universale delle arti e scienze di Efraimo Chambers contenente le figure, le spezie, le proprietà, le produzioni, le preparazioni, e gli usi delle cose naturali e artifiziali. L'origine ... delle cose ecclesiastiche, civili, militari, e di commercio ... cui si aggiunge ... il supplemento di Giorgio Lewis ed una esatta notizia della geografia. Tomo primo (-ventunesimo) (en italiano). presso Bernardo Tarigo, in Canneto. 1772. Consultado el 8 de junio de 2024.
4. ↑  Nardi, Isidoro (1774). «Titolario per le sfere secolare. Modo che tengono nello scribere i Principi Romani di prima riga». Il segretario principiante ed istrutto. Lettere moderne di d. Isidoro Nardi accademico arcade, col titolario, formole di patenti, spedizioni ec. ed alcune utilissime osservazioni intorno il regolato comporre, e scrivere una lettera. Edizione novissima accresciuta d'una raccolta di lettere mercantili e ridotta in tre parti (en italiano). Venecia: Remondini di Venezia. p. 305. Consultado el 8 de junio de 2024.